# Usui Sadamitsu
Usui Sadamitsu (碓井貞光, 954- ?) est un samouraï japonais du milieu de l'époque de Heian. Son nom officiel est « Taira no Tadamichi » (平忠通).
Selon les récits du Otogi-zōshi compilés à l'époque de Muromachi plusieurs siècles plus tard, Sadamitsu est un obligé du légendaire héros Minamoto no Raikō. Sadamitsu est connu comme l'un des shitennō ou Quatre Rois célestes de Raikō. Dans le Konjaku monogatari shū cependant, il est désigné comme l'un des trois obligés de Raikō. En plus d'Usui, les autres shitennō de Yorimitsu sont Urabe no Suetake, Kintarō et Watanabe no Tsuna. D'après le Conte de la gnaphosidae au sein de l'histoire de Raikō, Sadamitsu protège personnellement Raikō lorsque ce dernier est atteint d'une mystérieuse maladie. Sadamitsu figure également sur des illustrations et dans des pièces du théâtre kabuki.
Sadamitsu est parfois représenté en femme.

## Source de la traduction
- (en) Cet article est partiellement ou en totalité issu de l’article de Wikipédia en anglais intitulé « Usui Sadamitsu » (voir la liste des auteurs).